# Somogysárd
Somogysárd is een plaats (község) en gemeente in het Hongaarse comitaat Somogy. Somogysárd telt 1361 inwoners (2001).

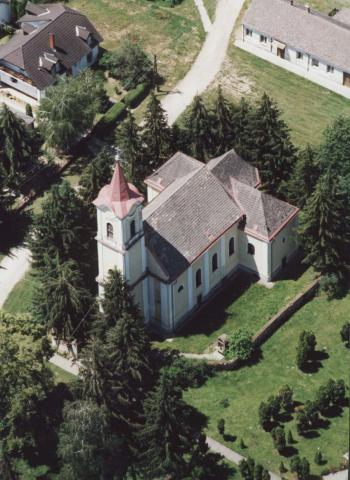
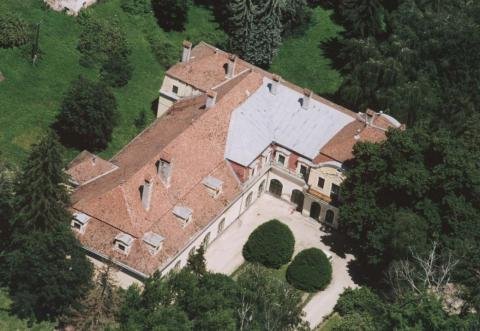